# 晋州站 (中国大陆)
晋州站位于中华人民共和国河北省石家庄市晋州市晋州镇光明街1号，是石德铁路上的火车站，建于1940年，由中国铁路北京局集团管辖。

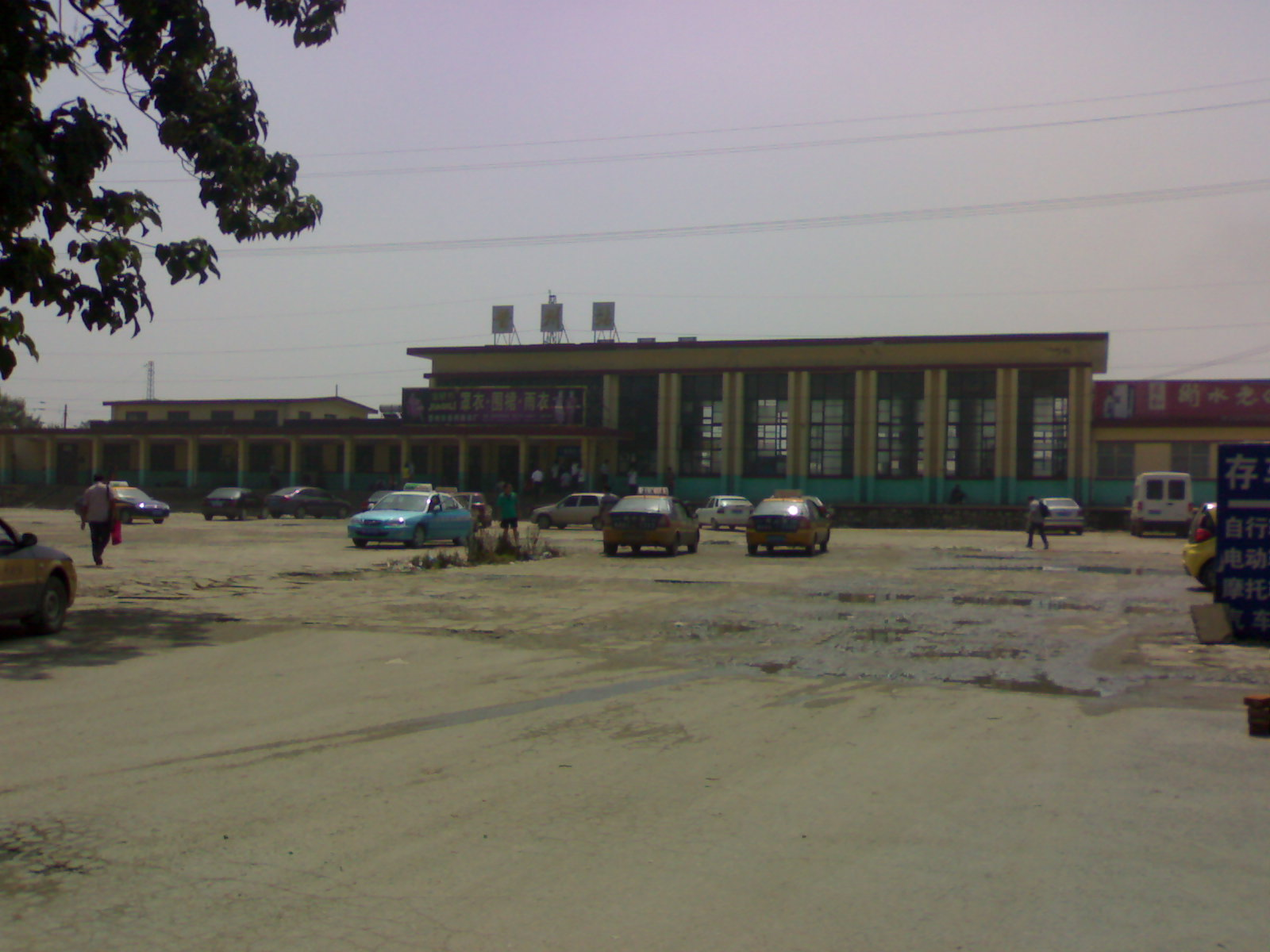
晋州站站前广场

## 車站周邊
- 中国邮政储蓄银行光明街支行
- 中国联通晋州市中兴西合作厅
- 河北银行晋州支行
- 中国农业银行晋州支行
- 中国移动晋州光明路营业厅
- 中国建设银行晋州中兴街支行
- 晋州市质量技术监督局
- 中国邮政储蓄银行晋州市支行

## 歷史
- 建于1940年。

## 外部連結
- 中国铁路客户服务中心 （页面存档备份，存于）